# Axinota hyalipennis
Axinota hyalipennis är en tvåvingeart som först beskrevs av Friedrich Georg Hendel 1914.  Axinota hyalipennis ingår i släktet Axinota och familjen Curtonotidae. Inga underarter finns listade i Catalogue of Life.